# 컴벌랜드고원

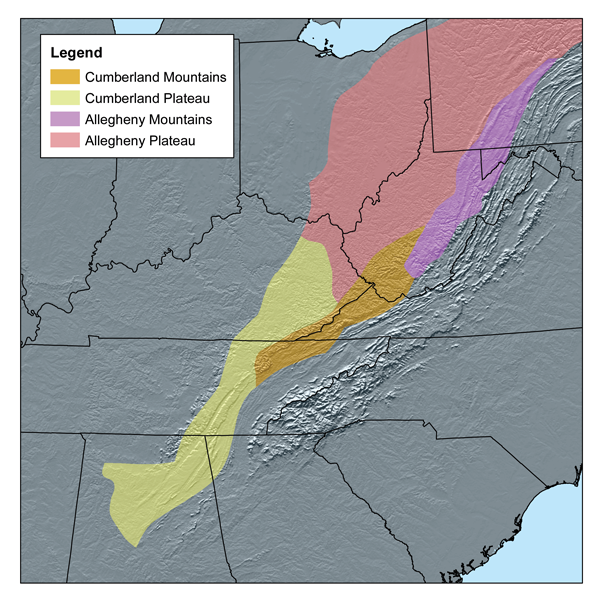

컴벌랜드고원(Cumberland Plateau)은 애팔래치아고원의 남쪽 부분이다. 북쪽으로 앨러게니고원으로 이어진다. "앨러게니고원(Allegheny Plateau)"과 "컴벌랜드고원(Cumberland Plateau)"이라는 용어는 모두 주요 애팔래치아산맥 서쪽에 위치한 해부된 고원 지대를 의미한다. 이 용어는 지질학적 차이보다는 역사적 사용법에서 유래하므로 둘 사이에 엄격한 구분선이 없다. 두 개의 주요 강이 고원의 이름을 공유한다. 앨러게니강은 앨러게니고원에서 발원하고 컴벌랜드강은 켄터키주 할런군 (켄터키주)의 컴벌랜드고원에서 발원한다.